# Sűrűség

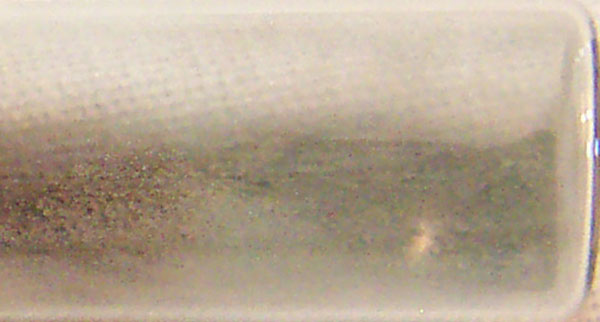
Irídiumminta egy kémcsőben. Ez az egyik legnagyobb sűrűségű anyag

A sűrűség (jele: ρ – görög: ró) az adott térfogategység tömegének mértéke. Ha egy test sűrűsége nagyobb, az annyit jelent, hogy adott térfogategységenként nagyobb a tömege. Egy test átlagos sűrűsége egyenlő a teljes tömeg és a teljes térfogat hányadosával. Egy sűrűbb anyagú test (például vas) kisebb térfogatot foglal el, mint egy ugyanakkora tömegű kisebb sűrűségű anyag (például víz).
Az SI mértékegysége kilogramm per köbméter (kg/m³)
A sűrűséget a
{\displaystyle \rho ={\frac {m}{V}}}
összefüggés definiálja, ahol
ρ a test sűrűsége, kg/m³
m a test teljes tömege, kg
V a test teljes térfogata, m³,

## A sűrűség fajtái
A sűrűségnek csak homogén testeknél van értelme. Vegyük a homokot példának. Ha egy tárolót lazán feltöltünk homokkal és elosztjuk a homok tömegét a tároló térfogatával, akkor kapunk egy értéket. Ha ezt a tárolót újra feltöltjük, és hagyjuk, hogy a homok jobban összeálljon, akkor az előzőnél nagyobb értéket kapunk. Mindkét esetben a térfogat egy részét a homokszemek közti hézagok foglalják el.

### A homogenitás kérdése
A testek belsejének sűrűsége a test terjedelmén belül változó lehet, azaz: lehetnek inhomogének. A sűrűséget ilyenkor a térfogat mentén értelmezett derivált fejezi ki.
A Föld légkörének sűrűsége például gömbszimmetrikus anizotrópiát mutat (belülről-kifelé monoton csökkenő értékű). A tüzeléstechnikában a kéményhatás azon a jelenségen alapszik, hogy a kémény belsejében a füstgázok sűrűsége monoton változó alulról-felfelé.

### Sűrűséghez kapcsolódó fogalmak
Halmazsűrűségről beszélünk, ha az anyagrészecskék közti tér hézagokat tartalmaz, egyes esetekben azt más egyéb anyag részecskéi töltik ki. A hézaggal kitöltött térfogat részaránya a porozitás.

### Sűrűség-jellegű fogalmak
Felületi sűrűség, vonalmenti sűrűség

## További mértékegységek
A sűrűség SI mértékegysége kilogramm per köbméter: kg/m³. Szabályos, az SI egységből prefixummal képzett még a gramm per köbcentiméter: g/cm³, és a kilogramm per köbdeciméter: kg/dm³. Az SI által elfogadott rendszeren kívüli további mértékegységek, mint a liter és a tonna, széles választékot kínálnak a sűrűség kifejezésére, pl.: kilogramm per liter: kg/l.
Az USA hagyományos mértékegység rendszere szerint a sűrűséget font per köblábban (lb/ft³), font per köbyardban (lb/yd³), font per köbhüvelykben (lb/in³), uncia per köbhüvelykben (oz/in³) (1 uncia = 28,35 g), font per gallonban (lb/gal), font per bushelben (lb/bu) (1 bushel = 290,79 l), valamint a mérnökök által használt slug per köbméterben (1 slug = 14,6 kg) mérhetjük.
A tiszta víz sűrűsége 101 325 Pa nyomáson 3,98 °C-on (277,13 K) a legnagyobb: 999,972 kg/m³.
1901-től 1964-ig a litert 1 kg víz minimális térfogataként definiálták, mivel a tiszta víz legnagyobb sűrűsége kb. 1,000000 kg/l (most 0,999972 kg/l). Sokáig tehát ez a meghatározás volt hatályban, mígnem kiderítették a tiszta víz tényleges maximális sűrűségét, ami 0,999972 kg/dm³. Így a diákoknak ebben az időszakban olyan rejtett tényeket kellett megtanulniuk, mint például a köbcentiméter és a milliliter teljes eltérése. (1 ml = 1,000028 cm³). Ezt az értéket kapjuk, ha a reális folyadék kompresszibilitását nem a Pa, hanem a bar mértékegységgel definiáljuk.

## A sűrűség mérése
A folyékony anyagok sűrűségét areométerrel (αραιός azt jelenti: híg) és piknométerrel (πυκνός azt jelenti: sűrű) mérik. A piknométer egy pontos térfogatú üvegedény. Egy arra alkalmas folyadékot használ (pl. vizet vagy higanyt) a térfogat arkhimédeszi elv szerinti meghatározására. ISO szabványa: ISO 1183-1:2004. Szilárd anyagok sűrűségének mérésére gázpiknométert használnak.

## Anyagok sűrűsége
A legnagyobb sűrűsége valószínűleg egy neutroncsillagnak van. A fekete lyukaknak, a központjukban található rendkívüli gravitáció miatt, az általános relativitáselmélettel összhangban, nincs kiterjedésük, így a sűrűségüket nem értelmezzük.
A Földön található legsűrűbb természetes anyag az ozmium, körülbelül 22 590 kg/m³. A világ legkisebb sűrűségű szilárd anyaga az aerogél.
| Anyag         | Sűrűsége (kg/m³)                                                                                               |
| ------------- | --- |
| Ozmium        | 22 590 |
| Irídium       | 22 560 |
| Platina       | 21 450 |
| Arany         | 19 300 |
| Volfrám       | 19 250 |
| Urán          | 19 050 |
| Higany        | 13 580 |
| Palládium     | 12 023 |
| Ólom          | 11 340 |
| Ezüst         | 10 490 |
| Réz           | 8960 |
| Vas           | 7870 |
| Ón            | 7310 |
| Titán         | 4507 |
| Gyémánt       | 3500 |
| Alumínium     | 2700 |
| Magnézium     | 1740 |
| Tengervíz     | 1025 |
| Víz           | 1000 |
| Jég           | 917 |
| Etil-alkohol  | 790 |
| Benzin        | 730 |
| Aerogél       | 3,0 |
| Levegő        | 1,2 |
| Bármilyen gáz | az átlagos moláris tömeg 0,0446-del szorozva, ezért standard hőmérsékleten és nyomáson 0,09 és 12,4 között van |

Az egyesített gáztörvényből a moláris tömeg {\displaystyle M={\frac {mRT}{pV}}}. Behelyettesítve a sűrűség képletét ugyanez: {\displaystyle M={\frac {{\rho }RT}{p}}}. Kifejezve a sűrűséget: {\displaystyle \rho ={\frac {Mp}{RT}}} kapjuk, hogy átlagos nyomáson (101 325 Pa) és hőmérsékleten (293 K) az ideális gáz sűrűsége a moláris tömegéből kiszámítható. A levegő moláris tömege 0,0289 kg/mol, az egyetemes gázállandó 8,3145 J/(mol×K). Sűrűsége így {\displaystyle \rho ={\frac {0,0289\cdot 101325}{8,3145\cdot 293}}\ {\mbox{kg/m}}^{3}=1,21\ {\mbox{kg/m}}^{3}}.
| T (°C) | ρ (kg/m³) |
| ------ | --------- |
| – 10   | 1,341     |
| – 5    | 1,316     |
| 0      | 1,293     |
| + 5    | 1,269     |
| + 10   | 1,247     |
| + 15   | 1,225     |
| + 20   | 1,204     |
| + 25   | 1,184     |
| + 30   | 1,164     |